# كنيسة البشارة للأقباط الأرثوذكس

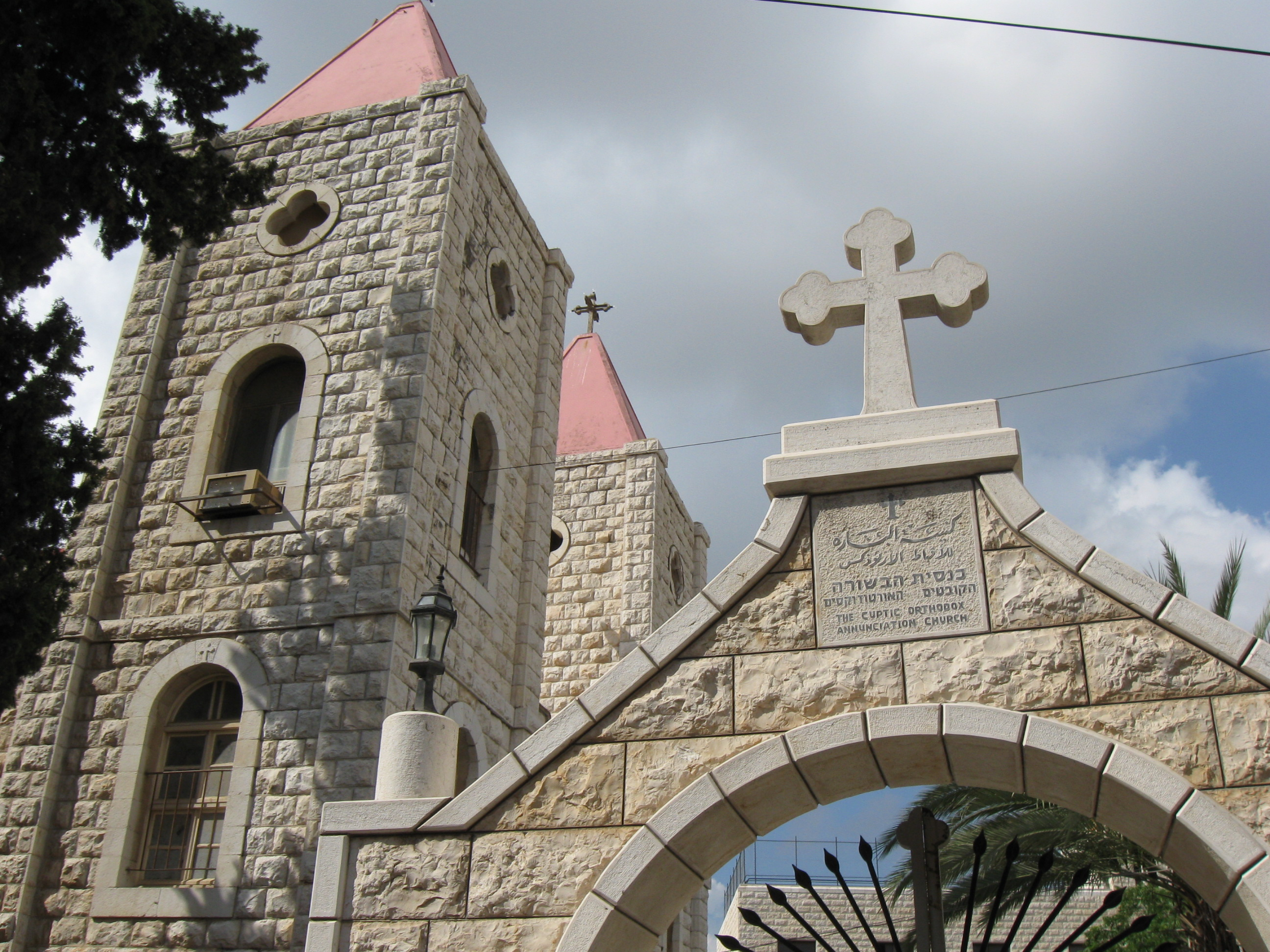

كنيسة البشارة للأقباط الأرثوذكس أحد كنائس الناصرة في فلسطين.